# پل مک‌آلیستر
پل مک‌آلیستر (انگلیسی: Paul McAllister; ۳۰ ژوئن ۱۸۷۵ – ۸ ژوئیهٔ ۱۹۵۵) یک هنرپیشه، و فیلم‌نامه‌نویس اهل ایالات متحده آمریکا بود.

## گزیده فیلمشناسی
از فیلم‌ها یا برنامه‌های تلویزیونی که وی در آن نقش داشته‌است می‌توان به آثار زیر اشاره کرد.
- شلاق (۱۹۱۷)
- بو ژست (۱۹۲۶)
- سورل و پسر (۱۹۲۷)
- کشتی نوح (۱۹۲۸)
- کشیش قاضی (۱۹۳۴)
- ماری ملکه اسکاتلند (۱۹۳۶)